# Max dans les airs
 (juillet 2025).
Pour plus de détails, voir Fiche technique et Distribution.
Max dans les airs est un film français de Max Linder et René Leprince, sorti en 1916.

## Fiche technique
- Titre : Max dans les airs
- Réalisation : Max Linder et René Leprince
- Scénario : Max Linder
- Pays d'origine : France
- Format : Noir et blanc - Film muet
- Genre : comédie, court métrage
- Date de sortie : 1916

## Distribution
- Max Linder : Max
- Jules Védrines
- Gaby Morlay